# Simone Pignoni

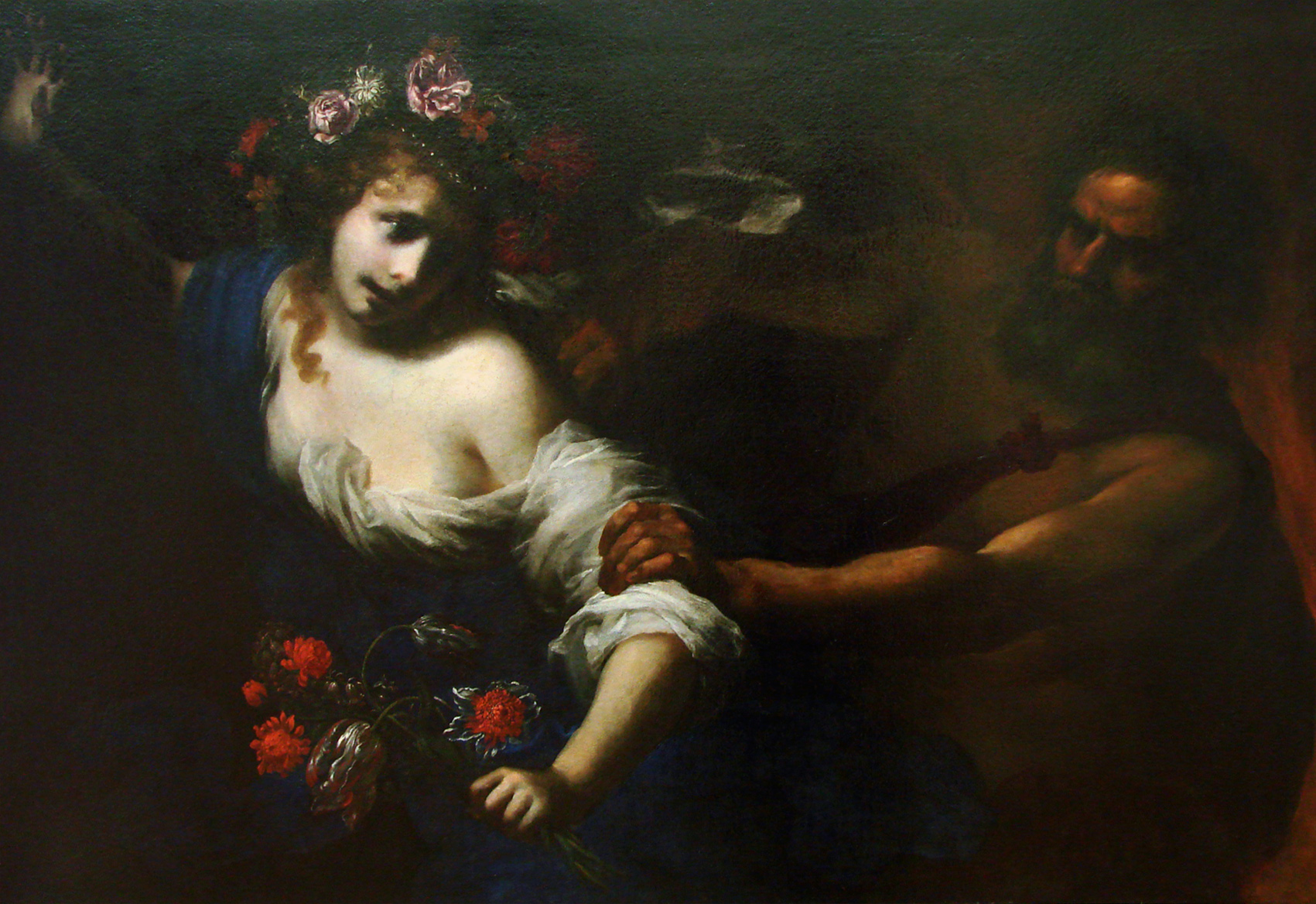
Rapto de Proserpina, Musée des Beaux-Arts, Nancy.

Simone Pignoni (Florencia, 17 de abril de 1611 - Florencia, 16 de diciembre de 1698). Pintor italiano activo durante la fase del Barroco tardío. Es conocido por sus pinturas con voluptuosas figuras femeninas, en la misma línea que las que realizara Francesco Furini unas décadas antes.

## Biografía

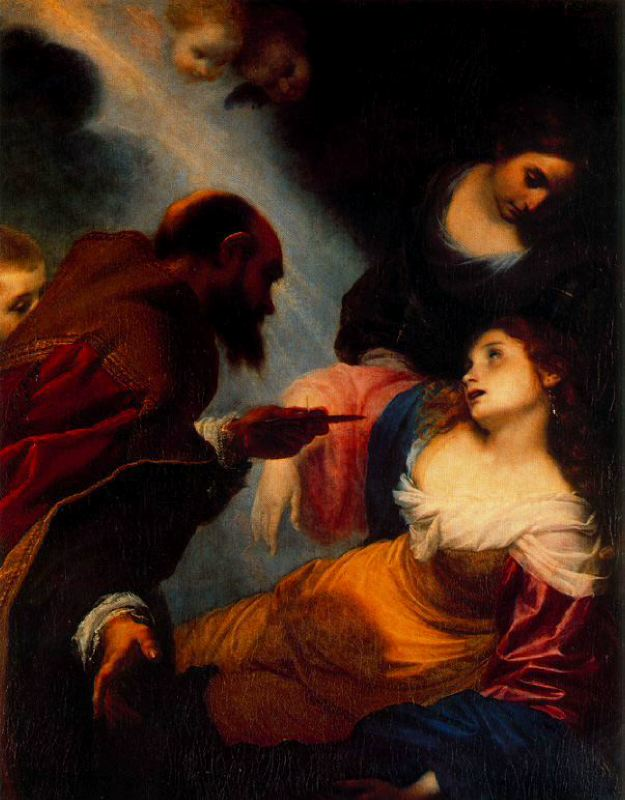
Martirio de Santa Petronila, Museo del Hermitage.

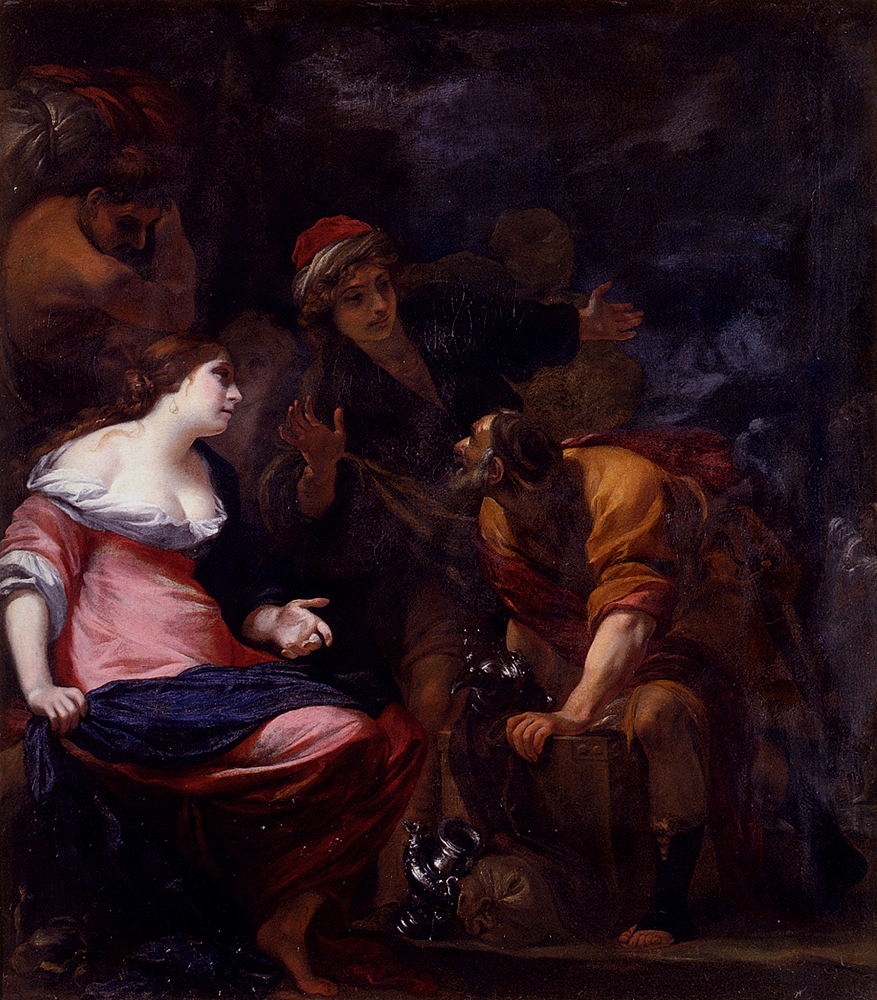
Raquel esconde los ídolos de Labán, Colección privada.

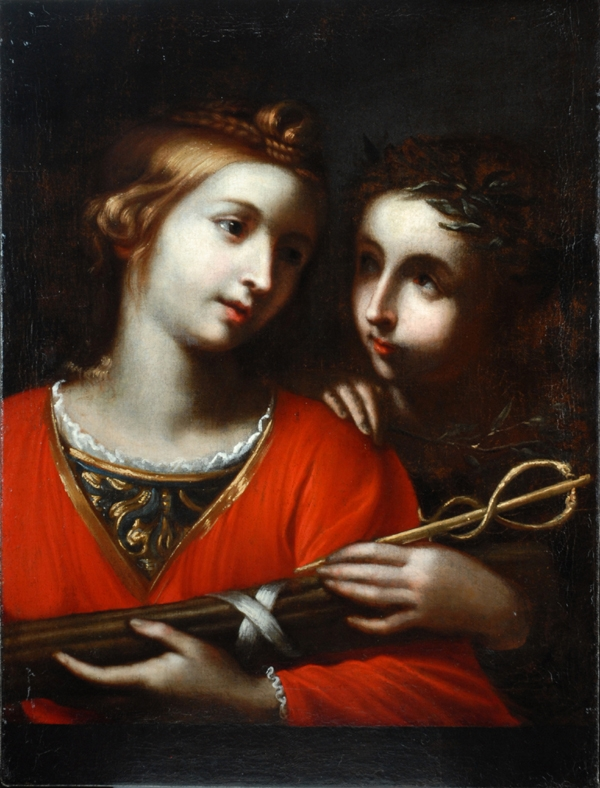
Dos mujeres con caduceo y fasces, Bowes Museum.

Comenzó su aprendizaje en el taller del encuadernador de libros Zanobi Pignoni, pariente suyo. Allí le encontró Domenico Passignano que, observando sus cualidades, lo encomendó a uno de sus antiguos alumnos, Fabrizio Boschi. Tras pasar algún tiempo con este último, finalmente volvió al taller de Passignano. No duró mucho con este maestro, de muy diferente temperamento al suyo. Su último maestro, más acorde con las inclinaciones de Pignoni, fue Francesco Furini.
Como artista por derecho propio, Pignoni siguió muy de cerca el sensual estilo de Furini, cosa que escandalizó al biógrafo Baldinucci, que le acusó de ser un simple imitador de las licenciosas invenciones de Furini. No fue justo con él, pues su pintura es de primerísima calidad; tiene una pincelada suelta y audaz y unos colores que beben de la influencia veneciana. Su diseño tal vez esté relacionado con el de pintores flamencos como Rubens o Justus Sustermans. Eligió siempre temas bíblicos insólitos, llenos de figuras femeninas, consiguiendo crear en sus obras un ambiente cautivador.
Su discípulo Giovanni Camillo Sagrestani nos ha dejado una semblanza biográfica más extensa. En ella se afirma que en sus últimos días el maestro se arrepintió de haber dedicado toda su vida al estudio de las formas femeninas. Probablemente solo es una piadosa historia, demasiado similar a la que se cuenta de los últimos días de Furini.

## Obras destacadas
- Martirio de Santa Petronila (Museo del Hermitage, San Petersburgo)
- Autorretrato (Uffizi, Corredor Vasariano, Florencia)
- Alegoría de la Justicia (Uffizi, Florencia)
- Alegoría de la Paz (Uffizi, Florencia)
- Gismunda (Museo del Cenacolo di Andrea del Sarto, Monastero di San Michele a San Salvi, Florencia)
- Magdalena (Palazzo Pitti, Florencia)
- San Luis de Francia ofrece un banquete a los pobres (1682, Santa Felicita, Florencia)
- Tarquino y Lucrecia (Palazzo Pitti, Florencia)
- Santa Práxedes (Museo del Louvre, París)
- Santa Práxedes (Musée des Beaux-Arts, Chambéry)
- Santa Práxedes (Museo de Ponce, Puerto Rico)
- Virgen con niño en gloria con San Antonio de Padua y los arcángeles Miguel y Rafael (1671, Santissima Annunziata, Florencia)
- La Virgen se aparece al beato Bernardo Tolomeo (San Bartolomeo, Monteoliveto)
- Raquel esconde los ídolos a Labán (Palazzo Pitti, Florencia)
- Raquel esconde los ídolos a Labán (Colección particular)
- María Magdalena (Museum of Fine Arts, Boston)
- David y Abigail (Colección privada, Florencia)
- Dos mujeres con caduceo y fasces (The Bowes Museum, Durham)
- Santa Catalina de Alejandría recibiendo la corona del martirio (Philadelphia Museum of Art)
- Santa Dorotea de Capadocia (Philadelphia Museum of Art)
- Santa Rosalía (Philadelphia Museum of Art)
- Rapto de Proserpina (Musée des Beaux-Arts, Nancy)